# Historia de la organización territorial de Entre Ríos

Provincia de Entre Ríos.

La provincia de Entre Ríos, en la República Argentina, divide su territorio en 17 departamentos, a los cuales subdivide en 103 distritos y 14 ejidos originales de ciudades cabeceras de departamento. Los departamentos Diamante y Victoria tienen además agrupadas sus islas en secciones. Independientemente de esa organización, la administración municipal se organiza en municipios y centros rurales de población, en espera del proyectado reemplazo de estos últimos por comunas, quedando también áreas no organizadas localmente entre ellos (hay ejidos no colindantes entre municipios y centro rurales de población).

## Dependencia jurisdiccional de Entre Ríos durante el período colonial

### Gobernaciones y virreinatos
La conformación de la actual división territorial traza sus orígenes a la administración colonial española sobre el territorio. Mediante las capitulaciones del 21 de mayo de 1534, firmadas entre Pedro de Mendoza y la Corona española, se creó la gobernación de Nueva Andalucía, que fue también conocida como gobernación del Río de la Plata o del Paraguay. El territorio entrerriano, todavía sin colonizar, quedó adjudicado a la misma. Desde el 20 de noviembre de 1542 la gobernación hizo parte del virreinato del Perú, aunque el territorio entrerriano fue efectivamente conquistado entre 1749 y 1752 cuando varias expediciones militares derrotaron y exiliaron a indígenas del complejo charrúa.
Por la real cédula del 16 de diciembre de 1617 se dividió la gobernación, creándose la gobernación del Paraguay o del Guayrá en su parte norte y la gobernación del Río de la Plata o de Buenos Aires en su parte sur, esta última retuvo el territorio de Entre Ríos como parte de la tenencia de gobierno de Santa Fe.
El territorio de las Misiones jesuitas había traspasado el río Miriñay cuando el 26 de noviembre de 1726 quedaron en la jurisdicción de Buenos Aires. Al ser expulsados los jesuitas en 1767 fueron creadas dos gobernaciones civiles con sus territorios el 23 de agosto de 1768, quedando la Reducción de Yapeyú dependiente de la de San Miguel. Unificándose ambas el 15 de enero de 1770 al crearse el gobierno de las Misiones Guaraníes y dentro de ella el departamento o partido de Yapeyú. 
En 1769 Francisco Bruno de Zavala como gobernador interino de los diez pueblos de las Misiones del Uruguay debió intervenir en un litigio entre los pueblos de La Cruz y Yapeyú, informando en esa ocasión a Bucarelli el 26 de noviembre de 1769 que el administrador y el cura de Yapeyú le habían solicitado la propiedad de las tierras entre el río Miriñay y el arroyo Yuquerí Grande:

... que veean si haviendo me pedido merced del territorio que tenian Poblado desde el Miriñay hasta el Yuqueri por la costa septentrional del Uruguay no se lo havia concedido diciendoles que pediría la confirmacion de V. Exca, ó que la pidiessen ellos y que fuesen poblando para facilitar el transito desde el Salto Chico.

Zavala confirmó que había autorizado esa expansión en una carta al virrey Nicolás del Campo el 15 de junio de 1789:

... en el año de 69, para ajustar la diferencia que por un terreno tenían los pueblos de Yapeyú y La Cruz, considerando el servicio y gastos que habla hecho el primero en la expedición del Exmo. señor Don Francisco de Bucarelli y Ursúa, cuando practicó la expulsión de los Jesuítas, y que de tiempo anterior tenia sus embarcaciones en el Salto Chico del Uruguay, para que facilitaran los transportes, les concedí el terreno que hay desde el rio Miriñay hasta el arroyo Yuquerí que esta media legua más abajo del Salto Chico.

A partir de esa respuesta la Yapeyú comenzó a establecer estancias en ese territorio. El cabildo de Yapeyú decidió el 20 de noviembre de 1769 trasladar desde la orilla oriental a la occidental del río Uruguay al embarcadero de San Antonio del Salto Chico, estableciendo un punto poblado bajo su jurisdicción en el actual Entre Ríos. 
Una real cédula del 1 de agosto de 1776 creó interinamente el Virreinato del Río de la Plata con capital en Buenos Aires. Otra real cédula dictada el 27 de octubre de 1777 dio por definitivamente constituida la administración virreinal, quedando el territorio entrerriano dentro del nuevo virreinato. 
El teniente de gobernador de Yapeyú, Juan de San Martín, entre 1776 y 1777 llevó adelante la colonización de los campos deshabitados ubicados entre los ríos Uruguay, Gualeguay, Miriñay y el arroyo Yuquerí Grande, traspasando este último hasta el arroyo Yeruá, y afianzando en esos territorios la jurisdicción misionera. Creó en ellos las estancias de La Merced (hoy Monte Caseros), San Gregorio (cerca de Mocoretá), Concepción de Mandisoví y Jesús del Yeruá. 
La Real Ordenanza de Intendentes del 28 de enero de 1782 creó la intendencia de Buenos Aires, subsistiendo el gobierno de los Treinta Pueblos de las Misiones Guaraníes y manteniéndose dividida Entre Ríos entre ambas jurisdicciones.
A causa de una disputa con la ciudad de Corrientes, el virrey Gabriel de Avilés y del Fierro dispuso el 18 de enero de 1800 una línea limítrofe provisional para las Misiones, que transcurría por la cuchilla que separa las cuencas de los ríos Corriente y Miriñay; y Guayquiraró y Mocoretá, estableciendo ser de Yapeyú:

... la del pueblo de Yapeyú, desde dichas cabeceras de arroyos, en que se incluyen los que desaguan en el Rio Miriñay, y hasta las cabeceras del Arroyo Gualeguay Grande, que enfrentan con el Salto Chico, siguiendo hácia el nordeste hasta Itapuá Guazú.
Memoria del virrey Avilés a sus sucesor Joaquín del Pino

### Distritos de las reales audiencias
Judicialmente el territorio entrerriano integró al principio las jurisdicciones capituladas con los adelantados, quienes eran justicia mayor apelable solo ante el Consejo de Indias. Toda la gobernación de Nueva Andalucía quedó incluida en el distrito de la Real Audiencia de Panamá desde el 26 de febrero de 1538 hasta que el 20 de noviembre de 1542 pasó a la nueva Real Audiencia de Lima. Ambas audiencias rigieron el territorio en los períodos en los que no había adelantado. Desde el 1 de octubre de 1566 pasó a la jurisdicción de la Real Audiencia de Charcas.
Entre el 6 de abril de 1661 y el 31 de diciembre de 1671 existió por primera vez la Real Audiencia de Buenos Aires, volviendo a la dependencia de Charcas al disolverse.
El 8 de agosto de 1785 tuvo lugar la reinstalación solemne de la Real Audiencia de Buenos Aires, restablecida por real decreto del 25 de julio de 1782.

### Dependencia de Santa Fe
Por orden del gobernador de Asunción del Paraguay Martín Suárez de Toledo, Juan de Garay fundó la ciudad de Santa Fe el 15 de noviembre de 1573. El acta de fundación señala que los límites de su jurisdicción abarcaban el territorio entrerriano:

Otrosí: nombro y señalo por Jurisdicción de esta ciudad por la parte del camino del Paraguay hasta el Cabo de los Anegadizos y chicos y por el río abajo camino de Buenos Aires veinticinco leguas más avaxo de Santi Spiritus, y assia la parte de El Tucuman cinquenta leguas á la tierra adentro desde las Barrancas de este Río y de la otra parte del Paraná otras cinquenta.

A excepción del extremo sur en el delta del Paraná, todo el resto del territorio entrerriano quedó comprendido dentro de las 50 leguas que a contar desde el río Paraná, fueron adjudicadas como territorio de jurisdicción del cabildo de Santa Fe, quedando el extremo sur indeterminado y dependiente del cabildo de Buenos Aires. Por el norte la jurisdicción santafesina alcanzaba el río Santa Lucía (cabo de los Anegadizos) desde el cual comenzaba la del cabildo de Corrientes, a partir de la fundación de esa ciudad el 3 de abril de 1588. El 9 de junio de 1675 se colocó un mojón al sur de la desembocadura del río Santa Lucía, y luego otro al norte de la desembocadura del arroyo Batel en el río Corrientes. Ambas ciudades contaron con un teniente de gobernador como comandante militar y político durante todo el período colonial, por lo que Entre Ríos dependía de la tenencia de gobierno de Santa Fe. 
Proveniente de la antigua Santa Fe ubicada en Cayastá, la corriente colonizadora entró a Entre Ríos por el Paso Viejo, que por aquel entonces se conocía como Paso de los Caballos, entre la desembocadura del arroyo Feliciano y la punta Yeso. Los primeros pobladores del territorio se asentaron en el actual departamento La Paz, a orillas del río Paraná a fines del siglo XVI.
Hasta 1730 el cabildo de Santa Fe dividió inorgánicamente su jurisdicción efectiva sobre Entre Ríos en dos pagos sin que designara autoridades en ellos: 
- Pago de Feliciano (desde la frontera con el territorio del cabildo de Corrientes hasta un punto en el departamento La Paz);
- Pago de La Bajada (desde ese punto hasta punta Gorda en Diamante).

Ese año procedió a dividir el área en: pagos, distritos, lugares de estancias y chacras. La nueva jurisdicción de La Bajada quedó establecida por el río Paraná desde el arroyo Paracao hasta el arroyo las Tunas, circunvalando tres leguas por el arroyo Saucesito hasta el Paracao.
El 18 de junio de 1733 el cabildo de Santa Fe designó a Santiago de Hereñú como el primer alcalde de hermandad de La Bajada, con jurisdicción sobre todos los territorios santafesinos en Entre Ríos. El 26 de abril de 1769 ese cabildo designó a Francisco Aldao como administrador de los pueblos de indios de Paraná y Uruguay, remplazándolo el 8 de agosto de 1769 por Antonio Martínez como administrador de los pueblos y naciones del Paraná y Uruguay.

### El partido general de Entre Ríos
En 1777 fue nombrado por el cabildo de Buenos Aires como comandante de los partidos de Gualeguaychú, Gualeguay y Arroyo de la China, Justo Esteban García de Zúñiga, quien construyó un fortín en Gualeguaychú. La zona dependía del cabildo de Santa Fe, que no designaba autoridades para ella. En 1778 el territorio comprendido entre el río Paraná, el arroyo Nogoyá, el arroyo Raíces, el río Gualeguay, el arroyo Yeruá y el río Uruguay pasó formalmente a depender del cabildo de Buenos Aires, siendo nombrado comandante Agustín Wright por el virrey Pedro de Ceballos en reemplazo de García de Zúñiga.
En el informe que el capitán de Dragones Tomás de Rocamora envió al virrey Juan José de Vértiz y Salcedo el 11 de agosto de 1782 señaló que el territorio de Entre Ríos (excepto las áreas dependientes de Misiones) estaba dividido en forma natural en 4 partidos: Paraná (entre el río Paraná y el arroyo Nogoyá), Gualeguay (entre el arroyo Nogoyá y el río Gualeguay), Gualeguaychú (entre los ríos Gualeguay y Gualeguaychú) y Uruguay (entre los ríos Gualeguaychú y Uruguay). No consideró partido a Nogoyá, territorio dividido por el arroyo Nogoyá entre los partidos de Paraná y Gualeguay, y que se separaba de este último por el arroyo Clé, pero lo consignó aparte.
El 4 de septiembre de 1782 el virrey Vértiz aprobó las propuestas de Rocamora y reunió en un solo mando las jurisdicciones de Gualeguay, Gualeguaychú y Arroyo de la China, junto con el comando de las milicias de los 3 partidos y las de Nogoyá y La Bajada, con un jefe residente en Gualeguay, quedando constituido el partido general de Entre Ríos.
El 2 de noviembre el virrey comisionó a Rocamora para que fundase una población en cada uno de los cinco partidos, enviándole agrimensores y sujetando a su autoridad "por ahora" a los jueces comisionados de los partidos de Nogoyá y Paraná dependientes de Santa Fe. Quedando Rocamora bajo dependencia directa del virrey. Ante la protesta del cabildo de Santa Fe, los partidos de Paraná y Nogoyá volvieron a la jurisdicción santafesina, que designó como alcalde de hermandad a Sebastián Aguirre el 1 de enero de 1783, lo que fue protestado por Rocamora en una carta del 29 de marzo de 1784.
El 20 de marzo de 1783 Rocamora fundó la Villa de San Antonio de Gualeguay Grande con 150 vecinos. Luego se dirigió al Partido del Arroyo de la China en donde fundó la Villa de Nuestra Señora de la Concepción del Uruguay el 25 de junio, aprobado por el virrey el 12 de julio. Pasó luego al Partido de Gualeguaychú, en donde el 20 de octubre fundó la Villa de San José de Gualeguaychú. En las tres villas quedaron instalados los respectivos cabildos con sus alcaldes, finalizando su dependencia del cabildo de Buenos Aires. 
En 1784 cabildo de Concepción del Uruguay fijó su jurisdicción entre los ríos Uruguay y Gualeguaychú, el arroyo Gená, el río Gualeguay, el arroyo Lucas y el arroyo Yeruá hasta el río Uruguay. 
En julio de 1786 asumió como comandante militar el capitán Gaspar de la Plaza, quien fijó su residencia en Concepción del Uruguay, villa que continuó siendo la sede de los siguientes trece comandantes militares hasta 1810. El 11 de noviembre de 1786 el gobernador intendente de Buenos Aires respondió negativamente a un nuevo intento del cabildo de Santa Fe por recuperar su jurisdicción en la parte este de Entre Ríos.

### Jurisdicción santafesina remanente
Desde 1783 el cabildo y la tenencia de gobierno de Santa Fe recuperaron su jurisdicción sobre el territorio entre el río Paraná, el arroyo Nogoyá, el arroyo Raíces y el río Gualeguay, para el que designaban anualmente desde 1733 un alcalde de hermandad residente en La Bajada. Diversos jueces pedáneos y jueces comisionados impartieron luego justicia en las áreas rurales que se fueron poblando.
En 1792 el cabildo de Santa Fe decidió crear juzgados pedáneos en Entre Ríos. Ese año nombró juez comisionado de Feliciano a Ramón de la Rosa, sucediéndole anualmente: Tomás Franco (1793); Martín Franco (1794); Ambrosio Ortiz (1795) con su jurisdicción ampliada hasta el arroyo de la Mula y el río Guayquiraró y llamada Feliciano, Mula y Guayquiraró; Ambrosio Ortiz (1796) como de Feliciano y Guayquiraró; Nicolás Lencina (1797) incluyendo jurisdicción en el arroyo Alcaraz y llamada Feliciano y Alcaraz; Antonio Querencio (1798) solo de Feliciano; Francisco Troncoso (1799); Fermín La Rosa (1802) que al incorporar Hernandarias se llamó Feliciano y Hernandarias. 
En 1792 el primer juez pedáneo de Nogoyá fue Santiago Hereñú, sucediéndole anualmente: Juan de Sola (1794); Matías Zapata (1795) con jurisdicción ampliada hasta el arroyo de la Ensenada y con el nombre de Nogoyá y La Ensenada; en 1796 se separa La Ensenada y se divide la jurisdicción en dos: Nogoyá Arriba con juez comisionado Pedro Frutos, y Nogoyá con Pascual Vergara; de nuevo Pascual Vergara en Nogoyá (1797); Domingo González (1798); Martín Barrenechea (1799); Martín Barrenechea (1802). En 1800 y en 1801 Marcelo Mendizábal fue designado juez comisionado para Puntas de Nogoyá. 
En 1796 el cabildo de Santa Fe nombró a Matías Zapata como el primer juez pedáneo para La Ensenada (arroyo al sur de Paraná), separándola de Nogoyá, sucediéndole: capitán Isidro Cuestas (1797); Carlos Muñoz (1799) con el nombre de Pago de la Ensenada e Isletas al incorporársele Isletas; Juan Migoya (1800) para La Ensenada al sur hasta el Doll; Juan Francisco Rodríguez (1801) como de La Ensenada.
Para el paraje el Tigre en 1794 se nombró juez comisionado a Mariano Godoy, sucediéndole: Miguel Cabrera (1795) como de el Tigre y arroyo Chañar; Miguel Cabrera (1796) como de María y el Tigre; Tomás Barreto (1797) de el Tigre; Mauricio Godoy (1798); Mauricio Godoy (1799). 
En 1798 el cabildo de Santa Fe nombró a Miguel Miño como primer juez comisionado para Antonio Tomás separándolo de María y el Tigre, sucediéndolo: Mariano Montero (1799) como del Quebracho, Espinillo, Las Conchas, María y Antonio Tomás; Blas Monzón (1801) de María; Pedro Ramírez (1802) de Antonio Tomás.
Otros jueces comisionados o pedáneos fueron designados: Pedro Frutos (1795) en La Bajada; Isidro Cuello (1796) en Paso del Rey; Juan Migoya (1801) de Diego López; Ambrosio Ortiz (1802) de Mulas.
Hacia 1803 la jurisdicción del alcalde de hermandad de La Bajada llegaba hasta el río Guayquiraró por el norte y hasta el arroyo de la Ensenada por el sur. Desde 1797 tuvo un sustituto.
En 1808 el cabildo de Santa Fe nombró juez comisionado de Matanza y Quebrachitos a Juan Ventura Zapata. Ese año por orden del virrey también fueron nombrados: comisionado de Hernandarias (Fermín de la Rosa); de Nogoyá (Martín Barrenechea); de Paso del Rey (Pedro Jiménez); del Tigre (Matías Velazco); del Partido de Ensenada al sur hasta el Doll (Juan Francisco Rodríguez); de Antonio Tomás (Miguel Miño); del arroyo Mula (León Obregón); de Espinillo, Quebracho y Pueblito (Fermín Pajón); de Don Cristóbal y Manantiales (José Antonio García).

## De la Revolución de Mayo a la organización de la provincia de Entre Ríos

### Guerra de la independencia en Entre Ríos
La Revolución de Mayo de 1810 en Buenos Aires depuso al virrey Baltasar Hidalgo de Cisneros y creó el día 25 la Junta Superior Provisional Gubernativa para gobernar el exvirreinato, naciendo lo que luego se denominaría Provincias Unidas del Río de la Plata. 
Un delegado de la junta de Buenos Aires llegó a Santa Fe el 5 de junio y ese mismo día pasó a La Bajada, el 8 de junio el cabildo de Concepción del Uruguay reconoció a la junta porteña y los de Gualeguaychú y Gualeguay el 22 de junio. El gobernador de Misiones, Tomás de Rocamora, reconoció también a la Junta el 8 de julio, quedando todo el territorio entrerriano adherido al gobierno revolucionario de Buenos Aires.
El vocal de la Junta, Manuel Belgrano, recibió el 4 de septiembre de 1810 el mando supremo de la Banda Oriental, y el 22 de septiembre también del Litoral y el Paraguay. La Primera Junta dispuso el 5 de septiembre de 1810 que los partidos de Entre Ríos volvieran a depender de la tenencia de gobierno de Santa Fe subordinada a Belgrano, siendo su comandante militar José de Urquiza, padre de Justo José de Urquiza, hasta el 4 de octubre de 1810, fecha en que Belgrano le aceptó la renuncia y el 19 de octubre nombró como comandante general de los partidos de Entre Ríos a José Miguel Díaz Vélez. 
El 16 de noviembre de 1810 Belgrano formalizó la existencia del pueblo de Mandisoví, otorgándole un ejido con amplia jurisdicción:

Que la jurisdicción del Pueblo de Mandisoví empiece desde el Uruguay hasta la punta del Arroyo Timboy; desde aquella hasta la entrada del Arroyo de la Tunas en el Mocoretá; de ésta se continuará la línea hasta las puntas del Arroyo Basualdo; se seguirá éste hasta el Guayquiraró, y luego la costa del monte Grande hasta el Arroyo de Diego López que enfrenta con el Curupí; de éste se continuará a la barra del Arroyo Lucas que entra en el Gualeguay, de aquel a la Cuchilla que divide las aguas vertientes a los Yuquerís; de dicha cuchilla hasta las puntas del Gualeguaycito el cual se continuará hasta el Uruguay.

A causa de la expedición de Juan Ángel de Michelena, Concepción del Uruguay el 6 de noviembre, Gualeguaychú el 18 de noviembre y Gualeguay una semana después, juraron lealtad a la Junta Suprema de Sevilla, negándosela a la de Buenos Aires y pasando a la jurisdicción de la Gobernación de Montevideo en donde se hallaba basado el último virrey, Francisco Javier de Elío. A principios de febrero de 1811 Gualeguay volvió a la obediencia a Buenos Aires y a la tenencia de gobierno de Santa Fe, el 22 de ese mes también Gualeguaychú y el 7 de marzo Concepción del Uruguay. 
El 20 de octubre de 1811 la Junta de Buenos Aires y el virrey Elío de Montevideo firmaron un armisticio que ponía las tres villas bajo la jurisdicción de Montevideo:

cláusula 7: los pueblos del Arroyo de la China (Concepción del Uruguay), Gualeguay y Gualeguaychú, situados en Entre Ríos, quedarán de la propia suerte sujetos al gobierno del Exmo. Señor Virrey, el de la Exma. Junta los demás pueblos; no pudiendo entrar jamás en aquella provincia o distrito tropa de uno de los dos gobiernos sin previa anuencia del otro.

Las tres villas desconocieron el Convenio de Pacificación y no se sometieron al virrey, cayendo el armisticio el 31 de enero de 1812.
El 25 de junio de 1813 la Asamblea del Año XIII otorgó a Paraná la categoría de villa, constituyéndose el cabildo el 1 de octubre y quedando todo Entre Ríos desligado de la jurisdicción del cabildo de Santa Fe, aunque no de su teniente de gobernador. El 9 de enero de 1810 el virrey Cisneros había decretado lo mismo, pero no se concretó al no designar a los cabildantes ni deslindar su jurisdicción.

La Asamblea General Constituyente ordena, que el pueblo de la Baxada del Paraná sea elevado al rango bajo la advocación de Nuestra Señora del Rosario, debiéndose crear un cabildo que se compondrá de un alcalde ordinario, de un Regidor Decano, que supla las ausencias y enfermedades del primero, un alguacil mayor, un regidor defensor de menores y un síndico personero de la Villa; encargándose al supremo poder ejecutivo el nombramiento primero de dichos capitulares como el deslinde de los límites y jurisdicción del territorio de la indicada Villa.

Vicente López, Hipólito Vieytes - Secretarios.

El gobernador intendente de Buenos Aires, general Miguel de Azcuénaga, fijó los límites jurisdiccionales del cabildo de Paraná el 19 de julio de 1813:

... q.e la naturaleza misma ha hecho el amojonam.to y circunscripcion de la extension de la expresada jurisdiccion: se divide esta por el Leste de la de Sta. fee p.r la costa oriental de el Rio Parana desde la embocadura de el Arroyo Nobolla hasta la de el Guayquiraro; de la de Corrientes p.r el N. p.r la costa meridional de dicho Arroyo Guayquiraro hasta el Rio Gualeguay incluso el Rincon de la Mula: de la de el Arroyo de la China p.r la costa occidental de el indicado Gualeguay desde la derezera del Guayquiraro hasta la de el Arroyo Nobolla, y de la Villa de el Gualeguay p.r el Sud, p.r la costa septentrional del mismo Nobolla desde el Gualeguay hasta desembocadura en el Parana.

### Liga de los Pueblos Libres
El 20 de enero de 1814 José Gervasio Artigas abandonó el sitio de Montevideo en desacuerdo con la política del director supremo Gervasio Antonio de Posadas, luego de que la Asamblea del año XIII rechazara a los diputados orientales. Posadas respondió con un decreto del 11 de febrero, declarándolo traidor y enemigo de la patria, comenzando la guerra entre ambos. El 20 de febrero de 1814 el comandante de la Villa de Paraná, Eusebio Hereñú, reconoció a Artigas como protector desconociendo la dependencia de la tenencia de gobierno de Santa Fe y adhiriendo a la Liga de los Pueblos Libres.
El artiguista Fernando Otorgués desde Paysandú desalojó al comandante de Entre Ríos Hilarión de la Quintana de Concepción del Uruguay y Gualeguaychú y el 22 de febrero de 1814 obtuvo junto a Hereñú la victoria en la batalla del Espinillo sobre las fuerzas del directorio. En marzo, el artiguista Blas Basualdo había derrocado al gobernador de Misiones Bernardo Pérez Planes, quedando todo Entre Ríos bajo el mando de Artigas. El 23 de abril de 1814 los enviados del director supremo Posadas acordaron con Artigas la autonomía de Entre Ríos:

Artículo 2°. Declarados por si mismos independientes los pueblos todos del Entre-ríos desde la Bajada del Paraná, y proclamado universalmente su protector el ciudadano gefe de los orientales José Artigas, no serán perturbados en manera alguna por tales motivos.

Pero pocos días después, Posadas rechazó el tratado de paz desconociendo a la nueva provincia. Artigas nombró a Hereñú comandante de Paraná y a Blas Basualdo como comandante del río Uruguay dentro de la Liga Federal.

### Creación de la provincia de Entre Ríos
El 10 de septiembre de 1814 el director supremo Posadas dispuso por decreto separar de la Gobernación Intendencia de Buenos Aires a la Provincia de Entre Ríos y a la Provincia de Corrientes, erigiéndolas en gobernaciones-intendencias con sus propios titulares y fijando sus jurisdicciones. 

Artículo 1: El territorio de Entre Ríos con todos los pueblos formará desde hoy en adelante una Provincia del Estado con la denominación de Provincia de Entre Ríos. Los límites de esta provincia serán: al norte la línea que entre los ríos Paraná y Uruguay, forma el río Corrientes en su confluencia con aquél hasta la del arroyo Aguarachi, y este mismo arroyo con el Curuzucuatiá, hasta su confluencia con el Miriñay, en las inmediaciones del Uruguay, al este el Uruguay y al sud y oeste el Paraná.

Artículo 3: Ambos territorios constituidos en Provincia, quedan por consiguiente separados de la Intendencia de Buenos Aires, y serán regidos por gobernadores intendentes con las mismas facultades, derechos, prerrogativas y dependencias de las demás Provincias del Estado.

Artículo 4: La villa de Concepción del Uruguay será la capital de la Provincia de Entre Ríos (...)

El coronel Blas José Pico fue nombrado gobernador intendente interino en agosto de 1814 y poco después fue nombrado teniente gobernador hasta que lo sustituyó el coronel Juan José Viamonte el 4 de noviembre. 
El 29 de junio de 1815 Artigas reunió en Concepción del Uruguay el Congreso de Oriente. La provincia no firmó la declaración de independencia del 9 de julio de 1816 por el Congreso de Tucumán, ya que no asistieron los diputados de las provincias aliadas de Artigas.
En diciembre de 1817 Hereñú y su segundo Evaristo Carriego, junto con Gervasio Correa de Gualeguay y el sargento mayor Gregorio Samaniego, de Gualeguaychú, pactaron con el director supremo Juan Martín de Pueyrredón la reincorporación de Entre Ríos a las Provincias Unidas, por lo que Artigas envió fuerzas contra ellos. El comandante de Concepción del Uruguay Francisco Ramírez tomó armas contra ellos, recuperando Paraná en marzo de 1818, en donde el jefe artiguista José Francisco Rodríguez quedó como comandante, aunque de hecho subordinado a Ramírez.
El 22 de septiembre de 1818 en una conferencia en Asunción del Cambay, de la que participó Artigas junto al gobernador de Corrientes, Juan Bautista Méndez y los principales jefes guaraníes, se acordó que la zona misionera entre el río Mocoretá y el arroyo Yeruá, tuviera un alcalde indio dependiente de Misiones y un Comandante Militar para los criollos dependiente de Entre Ríos.
Por la firma del Tratado del Pilar el 23 de febrero de 1820, Ramírez fue reconocido como gobernador de Entre Ríos, desconociendo la protección de Artigas.
La extinción de los 4 cabildos de Entre Ríos (Concepción del Uruguay, Gualeguay, Gualeguaychú, y Paraná) se produjo entre 1816 y 1820, sin que se conozca las fechas, pero su abolición formal tuvo lugar al sancionar Francisco Ramírez el 29 de septiembre de 1820 los reglamentos de la República de Entre Ríos.

### República de Entre Ríos
El 29 de septiembre de 1820 Ramírez proclamó la República de Entre Ríos y expidió en Corrientes un Reglamento Constitucional para las tres provincias de Entre Ríos, Corrientes y Misiones. Efectuó la división del territorio en cuatro departamentos (del Paraná, del Uruguay, Corrientes y Misiones), cada uno subdividido en partidos o distritos, cuyos comandantes militares (gobernadores en lo civil y militar) serían elegidos por el jefe supremo. 

Artículo 1. El territorio de la República de Entre Ríos será dividida en tantos departamentos, cuantos el jefe supremo estime conveniente, designándole a cada uno su jurisdicción territorial.

Artículo 2. En cada departamento gobernará un comandante militar, que será nombrado por el jefe supremo.
Reglamento del orden militar

Las cabeceras fueron Paraná, Concepción del Uruguay, Corrientes y San Roquito y la capital de la república, Concepción del Uruguay. Los partidos de Mandisoví (arruinado por el éxodo de su población guaraní), Esquina y Curuzú Cuatiá fueron integrados a los dos departamentos entrerrianos.
El departamento del Uruguay quedó dividido en 5 partidos: Gualeguaychú, Gualeguay, Concepción del Uruguay, Mandisoví, Curuzú Cuatiá; y el departamento del Paraná: en Esquina, Nogoyá y Paraná.

### Restauración de la provincia por Mansilla
Una vez restaurada la provincia de Entre Ríos, el nuevo gobernador Lucio Norberto Mansilla retuvo los partidos de Esquina, Curuzú Cuatiá y Mandisoví, pero el Congreso Provincial de Corrientes en su ley n.° 2 llevó su límite provincial hasta el río Guayquiraró, reclamando Esquina y Curuzú Cuatiá. Partidos que le fueron devueltos luego de la firma del Tratado del Cuadrilátero el 25 de enero de 1822, el cual dispuso:

Artículo 3: (...) quedando divisorios provisoriamente de la de Entre Ríos y Corrientes, los arroyos Guayquiraró, Miriñay, Tranquera de Loreto, con el territorio de Misiones, sin perjuicio del derecho que defiende Santa Fé de las cincuenta leguas que su Representante dice corresponderle por su fundación, y fueron deslindadas hasta los mojones, o al menos hasta el río Corrientes, como los que tenga esta provincia a su favor, cuya decisión queda al soberano Congreso General.

El 6 de diciembre de 1821 se instaló el primer congreso entrerriano, que solicitó al gobernador Mansilla un plan de división de la provincia en departamentos. El 9 de febrero de 1822 Mansilla decretó el Plan de división de los Departamentos de la Provincia de Entre Ríos, que el congreso aprobó por ley del 17 de febrero de 1822. Se dividió la provincia en dos departamentos principales al mando de comandantes generales: Departamento Principal N.ª 1 del Paraná, con cabecera en Paraná; y Departamento Principal N.ª 2 del Uruguay, con cabecera en Concepción del Uruguay, cada uno de los cuales se hallaba dividido en cuatro departamentos subalternos al mando de comandantes militares.

Para la mejor administración y gobierno de esta Provincia de Entre-Rios en lo civil, militar y político, se divide toda ella en dos Departamentos principales, de los que cada uno tendrá bajo de sí cuatro Departamentos subalternos, á saber:

Departamento principal N° 1 del Paraná.

Departamento principal N° 2 del Uruguay.

Estos dos Departamentos serán gobernados por dos Comandantes Generales, de los que el uno residirá en la Villa del Paraná y el otro en la Villa de la Concepción.

Las referidas dos villas con sus respectivos éjidos quedan separadas de los territorios de todo otro Departamento, bajo el inmediato Gobierno de los dos Gefes principales.

El Comandante General del Paraná tiene bajo de sí los Departamentos siguientes con los territorios que se les designan, á saber:

Departamento N° 1. Se compone de todo el territorio y poblaciones comprendidas desde el arroyo de las Conchas, Paraná arriba hasta el arroyo de la Mula.

Departamento N° 2. Comprende desde las Tunas hasta Maria Grande, incluso el Sauce, Espinillo, Quebracho y el Tala.

Departamento N° 3. Comprende desde el Paraná, Paraná abajo, hasta la barra del Nogoyá, y desde allí por sus fondos hasta las puntas de dicho Nogoyá, incluso el pago de D. Cristóbal.
 
Departamento N° 4. Comprende desde la barra del Nogoyá, Paraná abajo, hasta la barra de Gualeguay, y por sus fondos hasta dar con el arroyo de las Raíces.

Departamentos Subalternos del Comandante General del Uruguay.

El Comandante General del Uruguay tiene bajo de sí los Departamentos siguientes con los territorios que se les designan, á saber:

Departamento N° 1. Comprende desde la barra del Gualeguay, Paraná abajo, hasta la barra del Gualeguaychú, y por sus fondos hasta el Arroyo del Gená.

Departamento N° 2. Comprende desde la barra de Gualeguaychú, Uruguay arriba, hasta la barra del Yeruá, y por sus fondos, hasta las puntas del dicho Gualeguaychú.

Departamento N° 3. Comprende desde las Raíces hasta el Sauce de Luna; y desde los fondos de Villaguay hasta el Tigrecito.

Departamento N° 4. Comprende desde la barra del Yeruá, Uruguay arriba, hasta el Mocoretá; y por sus fondos hasta las Banderas, incluso el Chañar, Moreira, Las Yeguas y Ortiz.

Paraná, 9 de febrero de 1822.

LUCIO MANSILLA.
Plan de división de los Departamentos de esta Provincia de Entre-Ríos

Aunque este plan fijó el límite con Corrientes en el río Mocoretá, cinco días después de la sanción de la ley se firmó el Tratado del Cuadrilátero que señaló el límite provisional con Corrientes en el río Miriñay, sin embargo de lo cual al sancionar el congreso de Entre Ríos el Estatuto Constitucional el 13 de marzo de 1822 volvió a mencionar el río Mocoretá como límite.
Para la administración de justicia, se nombraron jueces denominados alcaldes. En el departamento Principal n.° 1, la villa de Paraná tenía un alcalde mayor y 4 alcaldes de cuartel. Los departamentos 1° y 2° un alcalde de hermandad cada uno. El 3° un alcalde mayor en Nogoyá, del que dependían dos alcaldes mayores de hermandad en La Matanza y la campaña. En el 4° había un alcalde mayor en Gualeguay y un alcalde mayor de hermandad en el pueblo del Tala. Para juicios de mayor cuantía, sólo intervenían los alcaldes mayores de Paraná (incluyendo los departamentos 1° y 2°), Nogoyá (3°) y Gualeguay (4°).
En el departamento Principal n.° 2, la villa de Concepción del Uruguay tenía un alcalde mayor y 4 alcaldes de cuartel. En el 1° departamento subalterno había un alcalde mayor en Gualeguaychú y uno de hermandad en la campaña. En el 2° y 3° había un alcalde de hermandad en cada uno. En el 4° había un alcalde de hermandad en Mandisoví. Para juicios de mayor cuantía, sólo intervenían los alcaldes mayores de Concepción del Uruguay (incluyendo los departamentos 2° y 4°) y Gualeguaychú (1° y 3°).
El congreso insertó en el plan de Mansilla un párrafo que trasladó la capital provincial a la villa de Paraná:

La villa de Paraná es además la capital de toda la provincia de Entre Ríos, y en ella deberá tener sus sesiones el Congreso y residir el gobierno general de ella.

El 16 de diciembre de 1824 se sancionó la primera ley de la provincia que determinaba la extensión de los ejidos de las poblaciones para poder situar las chacras:

Se designará por el Gobierno la distancia de dos leguas de fondo á cada viento, en circunferencia de los pueblos...

Por ley del 23 de enero de 1823 se dispuso que las chacras debían tener 12 cuadras cuadradas.
El 26 de agosto de 1826 una ley del Congreso provincial sancionada a propuesta de Justo José de Urquiza, elevó al rango de villa a los pueblos de Nogoyá, Mandisoví y Matanza (Victoria) y a ciudades a Paraná y Concepción del Uruguay, manteniendo como villas a Gualeguay y Gualeguaychú. Además fue creado un alcalde mayor de hermandad en la campaña de Paraná.

Artículo 1: Las dos villas capitales de la provincia, a saber Paraná y Uruguay, quedan elevadas al rango de ciudades.

Artículo 2: Los pueblos de la provincia conocidos por tal dictado, serán denominados villas.

El 29 de agosto de 1826 el gobernador León Sola expidió el decreto de ejecución de la ley:

Por cuanto: el Honorable Congreso de la Provincia en decreto de 26 del corriente ha elevado á Ciudades las Villas Capital y principal del Uruguay y á la clase de estas á los Pueblos de Nogoyá, Mandisoví y Matanza: por tanto el Gobierno ordena que se cumpla lo decretado por la Honorable representación...

Por decreto del 16 de marzo de 1827 se dispuso que los comandantes militares de los departamentos subalternos propusieran a los jueces comisionados que se nombrarían para cada partido de campaña, pudiendo dividirse en dos secciones los más extensos o más poblados, con un juez comisionado en cada una.
El 31 de octubre de 1829 La Matanza pasó a llamarse Victoria.
El 20 de enero de 1831 se creó un alcalde mayor en el pueblo de Mandisoví.
El 6 de febrero de 1832 fue decretada la fundación de la villa de la Concordia, en el lugar en donde se halló hasta 1820 San Antonio del Salto Chico, abandonado por el éxodo de su población guaraní.
El 13 de julio de 1835 la Legislatura creó la villa de La Paz, trasladada por Urquiza en 1848 a su ubicación actual.
El 27 de febrero de 1836 fue fundado el pueblo de El Diamante con base en el poblado de Punta Gorda.
El 16 de marzo de 1838 una ley dispuso el nombramiento de jueces de hermandad para los nuevos pueblos de Concordia, La Paz y Diamante.
El 9 de febrero de 1843 las provincias de Corrientes y de Entre Ríos firmaron un tratado, en el que se fijó una línea limítrofe:

Art. 1 ° Los límites de la Provincia de Entre Ríos y Corrientes por ahora, y hasta que haya un arreglo general serán los rios Guayquiraró y Mocoretá, tirando una línea recta desde las puntas del 1° á las del 2° amojonándose para mejor inteligencia de sus respectivos límites.

El 20 de marzo de 1847 el comandante interino del 4° departamento subalterno del 2° Principal (o de Mandisoví) con sede en Concordia, coronel Manuel Antonio Urdinarrain, delineó el nuevo pueblo de Mandisoví, llamado posteriormente Federación.

## Nueva división departamental por Urquiza
Mediante la sanción del Reglamento de Administración de Justicia el 13 de abril de 1849 Urquiza realizó una nueva división administrativa de la provincia, dividiéndola en 10 departamentos a su vez subdivididos en un total de 68 distritos, 2 ciudades y 10 villas y pueblos con sus suburbios:

Art. 1°: Para el mejor orden de la administración de justicia en la Provincia se dividirá ésta en diez Departamentos con los distritos que se señalan.

Art. 2°: Departamento del Paraná: su territorio desde el Paracao, Paraná arriba, hasta el arroyo de Hernandarias, correspondiendo la capital y suburbios, y los distritos Paracao, Manga, Antonio Tomas, Tala, Quebracho, Maria Grande y Tunas.

Art. 3°: Departamento del Diamante: su territorio desde el Paracao, Paraná abajo, hasta la Barra del Dol, comprendiendo el pueblo y suburbios, y los distritos Salto, Palmar, Costa Grande, Isletas.

Art. 4°: Departamento de la Paz: su territorio desde Hernandarias, Paraná arriba, hasta el arroyo Guayquiraró, comprendiendo el pueblo, y los distritos San José de Feliciano, Chañar, Alcaraz, Hernandarias.

Art. 5°: Departamento de la Victoria: su territorio desde el arroyo del Dol, Paraná abajo, hasta la barra de Nogoyá, comprendiendo el pueblo y suburbios, y los distritos Rincón de Nogoyá, Laguna de Pescado, Corrales, Quebrachito, Pajonal, Rincón del Dol.

Art. 6°: Departamento de Nogoyá: su territorio desde el Paracao, Paraná abajo, hasta la Barra del Dol, comprendiendo el pueblo y suburbios, y los distritos Montoya, Sauce, Chiqueros, Crucesita, D. Cristobal, Algarrobitos.

Art. 7°: Departamento de Gualeguay: su territorio desde la barra de Nogoyá, Paraná abajo, hasta la barra de Gualeguay, comprendiendo la villa y suburbios, y los distritos Capilla Vieja, Punta del Monte, Rincón de Nogoyá, Costa de Nogoyá, Clé, Viscachas, Cuchilla, Pueblo del Tala y suburbios, Sauce.

Art. 8°: Departamento de Gualeguaychú: su territorio desde la barra de Gualeguay, Paraná abajo, hasta la barra del Gualeguaychú, comprendiendo la villa y suburbios, y los distritos Sarandí, Costa del Uruguay, Dos Hermanas, Alarcon, Cuchilla Redonda, Talita, San Antonio, Genacito, Campo Florido, Perdices, Ceibas.

Art. 9°: Departamento del Uruguay: su territorio desde la barra del Gualeguaychú, Uruguay arriba, hasta el arroyo Grande, comprendiendo la Ciudad y suburbios, y los distritos Arroyo Molino, Arroyo Urquiza, Arroyo Perucho Berna y Pospos, Arroyo Grande y Palmar, Puente de Gualeguaychú, Arroyo Gená, Arroyo Potrero, Arroyo Cesteada, Arroyo Cupalen.

Art. 10°: Departamento de Villaguay: su territorio desde el arroyo Raíces hasta el Sauce de Luna, y desde Calá hasta el Curupí, comprendiendo el pueblo de Santa-Rosa y sus suburbios, y los distritos Lucas, Sauce de Luna, Raíces, Moscas.

Art. 11°: Departamento de la Concordia: su territorio desde el Arroyo Grande hasta el Mocoretá, comprendiendo los pueblos Concordia y Federación y sus respectivos suburbios, y los distritos Yeruá, Yuquerices, Gualeguaycito, Mandisoví, Tatutí, Yeguas, Diego López, Compaz, Moreira.
Reglamento de Administración de Justicia

Las 10 cabeceras de los departamentos tenían un juez de paz, cada distrito de campaña estaba al mando de un alcalde de distrito; y había un alcalde de barrio en los pueblos de: Diamante, La Paz, Tala, Villaguay, Concordia, Federación y 2 en el de Nogoyá. La ciudad de Paraná quedó dividida en 6 cuarteles numerados al mando de alcaldes de cuartel, la villa de la Victoria en 4, la de Gualeguay en 4, la de Gualeguaychú en 4 y la ciudad de Concepción del Uruguay en 4 cuarteles.
Un decreto del 6 de julio de 1849 dispuso la supresión de las comandancias militares de los departamentos.
La ruptura final entre Urquiza y Juan Manuel de Rosas se produjo el 1 de mayo de 1851 con su pronunciamiento, que afirmaba que Entre Ríos reasumía sus derechos soberanos.
El 4 de noviembre de 1851 Urquiza dictó un decreto elevando la villa de Gualeguaychú a la categoría de ciudad:

Art. 1°. Desde el dia de la fecha de esta resolución, la Villa de San José de Gualeguaychú queda erigida en Ciudad y en el goce de las prerrogativas y escenciones que como á tal le corresponde.

Cuatro días después, el 8 de noviembre de 1851 Urquiza dictó otro decreto que expresaba que "Desde la fecha de la presente resolución, quedan erigidas en ciudades todas las villas y en éstas todos los pueblos de la provincia".

## Federalización de Entre Ríos
El congreso constituyente de 1853, firmado por todas las provincias, a excepción de Buenos Aires, federalizó el territorio entrerriano en 1854, la ciudad de Paraná pasó a ser la sede del gobierno de la Confederación Argentina y declaró a Urquiza como primer presidente (1854-1860).
El 2 de julio de 1857 Urquiza mandó fundar la Colonia San José, tras la llegada de 530 inmigrantes suizos, saboyanos y piamonteses el día anterior.
El 1 de enero de 1858 fue dividido el distrito de Paracao, formando el de Gueipo. Para ambos distritos y los de Quebracho y María Grande, se formó un juzgado de paz (2°) y la ciudad de Paraná en dos secciones de 4 cuarteles numerados cada una.
Un decreto del 30 de octubre de 1860 convocó a la elección de vocales el 16 de noviembre para la instalación de la municipalidad de Paraná. El 25 de noviembre quedó instalada la primera municipalidad de Entre Ríos, siendo su presidente Francisco Soler.

## Restauración de la provincia por Urquiza
El 29 de septiembre de 1858 fue desfederalizado el territorio de Entre Ríos, asumiendo Justo José de Urquiza como gobernador de Entre Ríos, y Concepción del Uruguay como capital provincial, continuando la ciudad de Paraná con su ejido como capital provisoria de la Confederación Argentina. 
El 15 de febrero de 1860 fue sancionada la nueva constitución de acuerdo a los principios, declaraciones y garantías de la constitución nacional, la que fue aprobada por el congreso nacional el 29 de febrero, quedando así reemplazando al estatuto de 1822. La capital provincial fue fijada en Concepción del Uruguay.

Art. 1° La Provincia de Entre-Rios, con los límites que le pertenecen hasta ulterior resolución del Congreso Nacional, con esclusion de la ciudad del Paraná y su circuito declarado Capital Provisoria por la Ley de 3 de octubre de 1859, y mientras de esa manera subsista, es parte integrante de la República conforme á la Constitución Federal de 1853.

Art. 1 - 9° La residencia de las Autoridades de la Provincia será la Ciudad de la Concepción del Uruguay, reinstalada en su rango de Capital por una ley especial.
Constitución de Entre Ríos de 1860

El 4 de abril de 1860 la convención constituyente sancionó la Ley de Capitalización:

Art. 1 °. De conformidad con el art. 9 ° Seccion 1° de la Constitucion, reinstálase en su rango de Capital de la Provincia, la Ciudad de la Concepcion del Uruguay.
Ley de Capitalización

El 7 de septiembre de 1860 una ley mandó fundar Villa Urquiza, para ser la cabecera provisoria del departamento Paraná. Siendo instalada el 8 de diciembre.
Una ley del 25 de septiembre de 1860 menciona que en la provincia existían las ciudades de: Concepción del Uruguay, Concordia, Gualeguaychú, Gualeguay, Victoria y Nogoyá, y las villas y pueblos de: San José de Feliciano, Federación, Conchas, Diamante, Tala y Villaguay.
El 1 de enero de 1861 los comandantes militares de los departamentos fueron reemplazados por jefes políticos, como representantes y agentes del poder ejecutivo. Estos presentaban al gobernador una terna para la designación de los jueces de paz y una nómina de alcaldes y tenientes alcaldes para su aprobación.
Previo a la disolución del gobierno nacional, Entre Ríos reasumió provisoriamente su soberanía el 1 de diciembre de 1861:

Art. 1° La Provincia de Entre Rios reasume el ejercicio de la Soberanía que le es propia, en toda su plenitud, hasta tanto que reunidas de nuevo las Provincias Argentinas bajo la Constitución federal jurada, cuya fe guarda, se encuentre la Nación en estado de completa paz y quede garantido el cumplimiento de aquella.

2 ° La Provincia de Entre Ríos se declara en paz con todas las Provincias Argentinas, y mantendrá también los pactos que la ligan con naciones estrañas.

El 2 de diciembre de 1861 la ciudad de Paraná fue reincorporada a la provincia de Entre Ríos mediante un decreto del gobernador Urquiza que nombró como jefe político para regirla al brigadier José María Francia, con iguales atribuciones a los jefes de los 10 departamentos.
El 12 de diciembre de 1861 el vicepresidente Juan Esteban Pedernera declaró caduco al gobierno nacional y Bartolomé Mitre lo asumió provisoriamente el 12 de abril de 1862 trasladando la capital nacional de Paraná a Buenos Aires. 
El gobierno provincial dictó un decreto el 20 de agosto de 1862 suprimiendo la municipalidad de Paraná hasta que se dictara la ley de municipalidades de la provincia.
Un decreto del poder ejecutivo provincial del 11 de marzo de 1867 dispuso el reemplazo de las jefaturas políticas, pero no se llevó a efecto, por lo que cada departamento siguió encabezado por el jefe político y jefe principal de milicias, y cada subdelegación por el subdelegado político.

## Creación del departamento Colón
El 12 de abril de 1863 fue fundada la villa de Colón. El 7 de julio de 1863 un decreto determinó elevar a departamento la delegacía de Tala, lo que fue aprobado por ley del 24 de febrero de 1864, separando la delegacía de Tala del departamento Gualeguay.
Una ley del 12 de marzo de 1866 creó la delegacía de la Villa de Colón dentro del departamento Uruguay. Se puso a su frente un delegado político con las mismas atribuciones que los delegados de Federación, San José de Feliciano y Villa Urquiza. El 28 de mayo de 1869 el congreso creó el departamento Colón delegando al poder ejecutivo la definición de sus límites. El 18 de agosto de 1869 el gobernador decretó los límites del nuevo departamento incluyendo dentro de ellos a la delegacía de la Villa de Colón y los distritos del departamento Capital: 3° al Sud Perucho Berna, 3° al Norte Palmar, 4° Arroyo Grande, 5° Puente de Gualeguaychú.

Art. 1 ° Los límites del Departamento de Colon seran desde la barra del arroyo Urquiza hasta la barra del arroyo Grande y de aquí hasta sus puntas en la cuchilla que divide aguas al Uruguay y Gualeguay—La cuchilla grande, el arroyo San Miguel hasta su confluencia el rio Gualeguaychú y el arroyo Pantanoso, siguiendo su curso hasta enfrentar con las puntas del arroyo Urquiza, cerrando el perímetro por esta parte una linea entre las puntas de estos últimos arroyos.

## Creación de los municipios
Como la sanción de la ley orgánica municipal prevista en la constitución se demoró, el 11 de marzo de 1867 se sancionó la ley de creación de juntas de fomento electivas transitorias con 7 miembros en las ciudades y villas. 

Art. 1. Mientras no se dicte ley orgánica de municipalidad, habrá en todas las ciudades y pueblos una Junta de Fomento compuesta por siete miembros, cuya elección será ordenada por la primera vez por el Poder Ejecutivo, y sucesivamente cuando las Juntas con arreglo a esta Ley, indiquen la necesidad de la elección de sus miembros.

El 9 de mayo de 1872 fue sancionada la ley de ejidos de las ciudades, villas y pueblos. Esta ley duplicó la extensión de los ejidos llevándolos a 4 leguas cuadradas (esta unidad de superficie equivalía en Entre Ríos a 27 154 521 m²). Las que se dividían en 3 secciones: media legua de frente por media legua de fondo para solares, una legua cuadrada para quintas alrededor de la primera (cada quinta de 2 cuadras de frente por 2 de fondo) y el resto para chacras de 16 cuadras cuadradas, excluyéndose el pastoreo en todo el ejido. Si no se podía trazar un cuadro perfecto, se podía modificar el ejido manteniendo las áreas. Cada una de las secciones debía separarse por una calle de 30 metros de ancho al menos, mientras que las quintas y chacras se debían separar por calles de 25 metros de ancho y en el pueblo por calles de 20 metros.
El 13 de mayo de 1872 fue sancionada (promulgada el 28 de mayo) la ley de municipalidades, estableciéndose una en cada ciudad o villa, con sus respectivos ejidos, fijándose el 1 de enero de 1873 para sus instalaciones luego de realizarse las elecciones en cada una.

Art. 1° Establécese Municipalidades en las Ciudades y Villas de la Provincia, con sujecion á lo que se dispone en la presente ley.

Art. 2° Las Municipalidades de las Ciudades se componen de once miembros titulares y las de las Villas de solo siete (...)

Art. 3° Las Municipalidades se instalarán el 1° de Enero de todos los años y funcionarán hasta el 31 de Diciembre, debiendo renovarse por mitad cada dos años. Se designarán por la suerte, los municipales titulares y suplentes que deberán salir el primer año.

Art. 4° Las Municipalidades forman cada ciudad ó Villa, comprendiendo el territorio de sus respectivos ejidos, y la jurisdiccion de las Municipalidades se estienden únicamente á ese territorio, ó al que en lo sucesivo se le designase por la Ley.

El 28 de mayo de 1872 fue promulgada la ley n.º 1875, sancionada 8 días antes, por la que se mandó fundar las villas Libertad (hoy Chajarí) y Hernandarias:

Art. 1 ° Eríjanse dos Villas, una sobre la costa del Rio Uruguay, á inmediaciones del arroyo Mocoretá y otra sobre el Rio Paraná, á inmediaciones de la boca del arroyo de Hernandarias, y en los parajes que presenten las mejores condiciones topográficas é hijiénicas, denominándose «Villa Libertad» la primera, y «Villa Hernandarias» la segunda.
 Art. 2. Destínase un área de cuatro leguas cuadradas para la fundación de cada Villa y su respectivo Ejido...

El gobernador dispuso por decreto del 21 de diciembre de 1872 la instalación de las municipalidades en las ciudades y villas en donde aprobó las elecciones efectuadas:

Art. 4°. El 1° de Enero de 1873 tendrá lugar la instalacion de las municipalidades en las ciudades de Nogoyá, Concordia, la Capital, Victoria, la Paz y Diamante, en las villas de Rosario Tala y Villaguay, y en los pueblos de Federacion y Villa Urquiza, donde habiendose verificado la eleccion, esta ha sido aprobada por el Gobierno.
Decreto del 21 de diciembre de 1872

En las demás villas y ciudades fueron efectuadas elecciones posteriormente. Para principios de 1873 quedaron instaladas las municipalidades de las ciudades de: Colón, Concepción del Uruguay, Nogoyá, Concordia, Victoria, La Paz, Gualeguay, Gualeguaychú, Diamante, y Paraná; y de las villas de: Rosario del Tala, Federación, Villaguay, San José de Feliciano, y Villa Urquiza, pero estas dos últimas fueron suprimidas un año después por falta de presupuesto.
Un decreto del 10 de marzo de 1879 suprimió las jefaturas políticas de los departamentos, pasando sus funciones a los comisarios departamentales de policía.
Una nueva ley de municipalidades fue sancionada el 25 de junio de 1884 disponiendo:

Art. 3°. Á los efectos de esta ley, serán Ciudades todos aquellos centros de poblacion que contuviesen mas de tres mil habitantes, en una superficie de cuatro leguas cuadradas, y Villas todos aquellos centros que contienen mas de mil habitantes en la misma superficie, y no contuviesen tres mil.

Art. 4° Todo centro de poblacion que se forme fuera de los municipios existentes y que alcance á contener mil habitantes, en una superficie de cuatro leguas cuadradas, podrá solicitar del Poder Administrativo ó de la Legislatura directamente, ser constituido en municipio con las prerogativas de esta Ley. Al objeto espresado bastará que veinticinco vecinos de los mas caracterizados tomen la representacion del centro.

El 28 de noviembre de 1892 fue publicado el Código Rural (ley n.º 1509), que estableció comisionados rurales en los distritos de campaña y estableció la posibilidad de crear juntas de gobierno en los centros rurales de población que superaran los 500 habitantes.

Artículo 11 - El Comisionado Rural será nombrado por el P.E. en cada distrito de campaña, pudiendo nombrar dos o más donde las necesidades del servicio público lo requieran.

Artículo 12 - En las poblaciones con más de quinientos habitantes, y que no alcancen el número necesario para ser declarados municipios, se establecerán juntas de Gobierno, que por este Código se crean para los centros rurales.

## Creación de los departamentos San José de Feliciano y Federación
Por decreto del gobernador Eduardo Racedo del 18 de septiembre de 1883, la capital provincial fue trasladada a la ciudad de Paraná, lo cual fue confirmado por la reforma constitucional de ese año, por la que además se mandó crear los departamentos San José de Feliciano y Federación:

Art. 2. A los objetos que esta Constitución determina, el territorio de la Provincia queda dividido en catorce Departamentos denominados: Paraná, Diamante, Victoria, Gualeguay, Gualeguaychú, Uruguay, Colon, Concordia, La Paz, Villaguay, Tala, Nogoyá, San José de Feliciano y Federación con los límites que les acuerdan las leyes vigentes, y sin perjuicio de los que en lo sucesivo se crearen.

Los límites de los dos últimos Departamentos serán fijados por la Legislatura el año próximo y hasta tanto no se fijaren, continuarán formando parte de los Departamentos á que hoy están anexos.

Art. 4. Las autoridades que ejercen el Gobierno, residirán en la ciudad de Paraná, que se declara Capital de la Provincia.
Constitución de Entre Ríos de 1883

Las delegacías o delegaciones políticas de San José de Feliciano y Federación integraron respectivamente los departamentos La Paz y Concordia hasta el 11 de agosto de 1887 cuando fue promulgada la ley sancionada el 5 de agosto de 1887, que fijó los límites de los nuevos departamentos San José de Feliciano y Federación.
El nuevo departamento San José de Feliciano (hoy Feliciano) incluyó partes de los departamentos La Paz y Concordia: del primero se separó la delegacía de San José de Feliciano, compuesta del pueblo del mismo nombre y de los distritos de campaña de Basualdo, Manantiales, Chañar o Mulas; del segundo se separó el distrito Feliciano y parte del distrito Atencio.

Art. 2°: Designase por límite del Departamento San José de Feliciano los siguientes:
 Al norte el arroyo Guayquiraró desde la barra del arroyo de la Mula hasta la barra del arroyo Basualdo y éste hasta sus puntas. Al sud el arroyo Puerto hasta la barra del arroyo Carpinchorí y ésta hasta sus puntas. Al este la Cuchilla Grande que divide aguas a los ríos Feliciano, Gualeguay y Uruguay desde las puntas al arroyo Carpinchorí hasta las puntas del arroyo Basualdo. Al oeste el río Feliciano desde la barra del arroyo Puerto hasta la barra del arroyo San José, este arroyo y el de la Mula hasta su barra en el arroyo Guayquiraró.

El nuevo departamento Federación incluyó, además del pueblo de Federación, los distritos de campaña que también integraban la delegacía de Federación: 1° Gualeguaycito, 2° Gualeguaycito, Mandisoví, Tatutí. Se incluyó también en el departamento Federación parte del distrito Atencio con el nombre de Atencio al Este, mientras que su remanente pasó a integrar el nuevo departamento San José de Feliciano con el nombre de Atencio.

Art. 1°. Designase por límite del Departamento Federación los siguientes:
 Al Norte Arroyo Mocoretá, desde su barra en el Río Uruguay hasta la barra del arroyo Tunas, este arroyo hasta la barra de Vicente Gómez y esta cañada hasta sus puntos. Al Sud el arroyo San Pascual o Gualeguaycito en toda su extensión, la cuchilla que divide aguas a Gualeguay y Uruguay hasta la punta de la cañada Bermúdez; esta en toda su extensión en el Río Gualeguay hasta la barra en el arroyo Guerrero y este arroyo en toda su extensión. Al Este el río Uruguay. Al Oeste la Cuchilla Grande que divide aguas de los ríos Feliciano, Uruguay y Gualeguay desde los puntos del arroyo Carpinchori hasta los puntos del arroyo Basualdo.

## Reformas constitucionales de 1903 y 1933
La reforma de la constitución provincial sancionada el 2 de junio de 1903 estableció:

Art. 2.° El territorio de la Provincia queda dividido en catorce Departamentos denominados: Paraná, Diamante, Victoria, Gualeguay, Gualeguaychú, Uruguay, Colón, Concordia, La Paz, Villaguay, Tala, Nogoyá, San José de Feliciano y Federación, con los límites que les acuerdan las leyes vigentes y sin perjuicio de la facultad legislativa de crear nuevos y modificar la jurisdicción administrativa.
Constitución de Entre Ríos de 1903

La reforma de la constitución provincial sancionada el 18 de agosto de 1933 estableció:

Art. 2.° - El territorio de la Provincia queda dividido en catorce departamentos denominados: Paraná, Diamante, Victoria, Gualeguay, Gualeguaychú, Uruguay, Colón, Concordia, La Paz, Villaguay, Tala, Nogoyá, San José de Feliciano y Federación con los límites que les acuerdan las leyes vigentes y sin perjuicio de la facultad legislativa de crear otro y modificar la jurisdicción territorial y administrativa.
 
3. - Las autoridades que ejercen el gobierno residen en la ciudad de Paraná, Capital de la Provincia.
Constitución de Entre Ríos de 1933

## Nuevos departamentos y modificación de los límites departamentales

### Creación del departamento Federal
Por decreto n.º 394/1971 MGJ del 19 de febrero de 1971 el gobernador militar de Entre Ríos, brigadier Ricardo Favre, dispuso que la localidad de Conscripto Bernardi fuese transferida del distrito Sauce de Luna del departamento Villaguay al distrito Banderas del departamento La Paz, unificando el pueblo con la estación ferroviaria.
El 27 de junio de 1972 Favre dispuso por decreto 2291/1972 MGJ la futura creación del departamento Federal. El 15 de septiembre de 1972 sancionó y promulgó la ley de facto n.° 5169 que creó el departamento con una superficie de 4943 km².

Artículo 1: Créase el DEPARTAMENTO FEDERAL, con una superficie de CUATRO MIL NOVECIENTOS CUARENTA Y TRES KILÓMETROS CUADRADOS (4.943 km2) y cuyos límites serán los siguientes: (...)

Tras la restauración democrática la Legislatura provincial sancionó el 21 de noviembre de 1973 la ley n.° 5428 -promulgada el 5 de diciembre de 1973- que ratificó solo el artículo 1° del decreto-ley n.° 5169, disponiendo que la superficie departamental fuera de 5060 km² y la ciudad de Federal su cabecera.

Artículo 3: El nuevo departamento se dividirá en seis distritos a saber: FRANCISCO RAMÍREZ, DIEGO LÓPEZ, CHAÑAR, BANDERAS, LAS ACHIRAS Y SAUCE DE LUNA; cuyos límites serán los que correspondían a los ex Distritos: Federal, Diego López y Chañar del Departamento Concordia; Banderas y parte este de Yeso, Departamento La Paz; y Sauce de Luna del Departamento Villaguay, respectivamente.
 Artículo 4: Desígnase a la ciudad de Federal, cabecera del Departamento que se crea por la presente.
 Artículo 6: Los Departamentos de Concordia, La Paz y Villaguay, en virtud de esta ley tendrán una superficie de Tres Mil Seiscientos Ochenta y Tres Kilómetros Cuadrados (3.683,00 Km2.) Seis Mil Quinientos Kilómetros Cuadrados (6.500,00 km.2) y Siete Mil Diez Kilómetros Cuadrados (7.010,00 km.2) respectivamente y los límites resultantes del trazado del nuevo Departamento. (...)

### Decreto-ley n.º 6378 de límites interdepartamentales
El 22 de mayo de 1973 la intervención militar de la provincia dictó el decreto n.° 1670/1973 MGJ que determinó a los efectos administrativos los límites departamentales. Una modificación fue realizada por decreto n.° 3777/1974 MGJ de 1974 correspondiente al departamento Colón. 
El 21 de junio de 1979 la intervención militar de la provincia sancionó y promulgó la ley n.° 6378 que rectificó y precisó los límites interdepartamentales. Las principales modificaciones a los límites hasta entonces vigentes fueron:
- El límite entre los departamentos Federación y Feliciano que transcurría por la divisoria de aguas de la cuchilla Grande fue rectificado para apoyarlo en las vías del ramal Diamante-Curuzú Cuatiá del Ferrocarril General Urquiza hasta alcanzar el arroyo Guerrero, exceptuando sectores adyacentes a las localidades de San Jaime de la Frontera y Los Conquistadores que fueron transferidos del departamento Feliciano al de Federación.[35]
- El límite entre los departamentos La Paz y Feliciano que se apoyaba en los arroyos San Víctor y San José y una línea entre ambos, fue rectificado al sur de la localidad de San Víctor, dejando de apoyarse en el arroyo San José.
- El límite entre los departamentos Diamante y Paraná que se apoyaba en el arroyo Paracao y la antigua traza de la ruta nacional n.° 131 (camino general de la Cuchilla) fue rectificado para dejar en el departamento Paraná la totalidad de las localidades de Oro Verde, Tezanos Pinto, Villa Fontana, Gobernador Etchevehere y Crespo, y en el departamento Diamante la de General Racedo.
- El límite entre los departamentos Diamante y Nogoyá que se apoyaba en la ruta n.° 131 fue rectificado para dejar en el departamento Diamante la totalidad de las localidades de Camps y de General Ramírez.
- El límite entre los departamentos Nogoyá y Victoria fue modificado para transferir al primero un sector de adyacente a la localidad de Aranguren.
- El límite entre los departamentos Nogoyá y Gualeguay que se apoyaba en los arroyos Ají y Barrancosa fue remplazado por una línea recta.
- El departamento Gualeguay incorporó la mitad este de las islas de las Lechiguanas, que era parte del departamento Gualeguaychú, y cedió al departamento Victoria los territorios insulares entre el riacho Victoria y el río Paraná Pavón.
- El departamento Gualeguaychú recibió parte del distrito Potrero del departamento Uruguay, conformándose el distrito Costa Uruguay Norte, mientras que la ley redenominó Costa Uruguay Sur al hasta entonces distrito Costa Uruguay del departamento Gualeguaychú.
- El límite entre los departamentos Gualeguaychú y Uruguay fue modificado para incorporar al primero un sector adyacente de la localidad de Gilbert.
- El límite entre los departamentos La Paz y Villaguay, que se apoyaba en la divisoria de aguas de la cuchilla de Montiel, fue trasladado a la ruta nacional n.° 127 ampliando el departamento La Paz incluyendo a la localidad de Bovril.
- El límite entre los departamentos La Paz y Paraná, que se apoyaba en la divisoria de aguas de la cuchilla de Montiel, fue trasladado a las vías del ramal Diamante-Curuzú Cuatiá del Ferrocarril General Urquiza, excepto áreas adyacentes a las localidades de Las Garzas y de Villa Alcaraz, que quedaron para los departamentos Paraná y La Paz, respectivamente.
- La ciudad de San Salvador pasó a formar parte en su totalidad del departamento Colón, hasta entonces su ejido municipal se repartía entre los departamentos Colón y Villaguay.
- Se dispuso la adjudicación de las islas de los ríos Paraná y Uruguay de acuerdo a la progresión kilométrica de sus canales de navegación.

Tras la restauración democrática de 1983 la ley n.º 7284 sancionada el 23 de enero de 1984 dispuso que toda ley de facto fuera denominada decreto-ley y caducara el 30 de octubre de 1984, plazo extendido hasta el 31 de diciembre de 1984 por la ley n.° 7410 sancionada y promulgada el 30 de octubre de 1984. Para evitar la caducidad del decreto-ley n.° 6378 fue sancionada y promulgada la ley n.° 7501 el 29 de diciembre de 1984 que dispuso la prórroga de su vigencia hasta el 31 de octubre de 1985. Otra prórroga fue dispuesta por la ley n.° 7616 el 23 de julio de 1986 (promulgada el 31 de julio de 1986) hasta el 10 de diciembre de 1987 mientras una comisión creada al efecto estudiaba los límites departamentales debiendo expedirse en 180 días. Al no expedirse la comisión y expirar la prórroga, el decreto-ley n.° 6378 perdió eficacia y los límites quedaron legalmente retrotraídos a los existentes al 24 de marzo de 1976 (excepto los legislados posteriormente en democracia). Sin embargo, los organismos públicos provinciales y nacionales continuaron utilizando los límites dispuestos por ese decreto-ley sin revertir a los límites previos.

### Creación del departamento Islas del Ibicuy
El 10 de enero de 1974 se sancionó la ley n.° 5486 que creó una comisión especial para elaborar el anteproyecto de ley de creación del departamento del Delta, pero pasó una década hasta que el 7 de mayo de 1984 fue sancionada la ley n.° 7297 -promulgada el 9 de mayo de 1984- que creó el departamento Islas del Ibicuy con parte del departamento Gualeguaychú.

Artículo 1: Créase el departamento "Islas del Ibicuy", con una superficie de aproximadamente 4.500 km2. y cuyos límites serán los siguientes (...)
 Artículo 2: Desígnase a la actual localidad de Villa Paranacito, cabecera del departamento que se crea por la presente.
 Artículo 3: El departamento Gualeguaychú se reducirá a una superficie de 7.086 km2, y sus límites resultantes serán (...)
 Artículo 6: Se autoriza al Poder Ejecutivo para dividir en distritos el departamento "Islas del Ibicuy". (...)

El 9 de junio de 1986 el gobernador Sergio Montiel por decreto n.° 2239/1986 MGJE dispuso la división del departamento Islas del Ibicuy en cuatro distritos. La parte cedida del distrito Alarcón de Gualeguaychú formó el distrito Médanos, la parte cedida del distrito Ceibas mantuvo el nombre de Ceibas, y la totalidad de la Sección Islas se dividió en los nuevos distritos Paranacito (se corresponde con el ejido de Villa Paranacito) e Ibicuy del nuevo departamento. Pero el 7 de julio de 1986 por decreto n.º 2830/1986 MGJE rectificó los límites entre los departamentos Ceibas, Ibicuy y Paranacito.
Por la ley n.º 7825 sancionada y promulgada el 30 de diciembre de 1986 se dispuso la modificación del límite entre los departamentos Islas del Ibicuy y Gualeguaychú a los efector de ampliar el ejido de la localidad de Ceibas incorporando al primero 46 km² del segundo.
La ley n.º 9735 sancionada el 30 de agosto de 2006 -promulgada el 7 de septiembre de 2006- dispuso separar del departamento Islas del Ibicuy la isla Gericke del río Gualeguay e incorporarla al departamento Gualeguay y al ejido municipal de la ciudad de Gualeguay debido a las obras de ampliación de la costanera de esa ciudad.

### Creación del departamento San Salvador
Para la creación del departamento San Salvador mediante la ley n.º 8981 sancionada el 6 de diciembre de 1995 y promulgada el 8 de diciembre de 1985, se separaron partes de los departamentos: Villaguay, Colón y Concordia.

Artículo 1: Créase el Departamento SAN SALVADOR con cabecera en la Ciudad de San Salvador, cuyos límites serán los siguientes (...)

El departamento San Salvador fue dividido en cuatro distritos mediante el decreto n.° 4337/1996 MGJE del 14 de noviembre de 1996.
- Distrito Arroyo Grande: fue formado con la totalidad del distrito Quinto del departamento Colón;
- Distrito General Campos: fue formado con los sectores de los distritos Yeruá y Yuquerí separados del departamento Concordia;
- Distrito las Colonias: fue formado con los sectores de los distritos Tercero y Cuarto separados del departamento Colón;
- Distrito Walter Moss: fue formado con los sectores de los distritos Lucas al Norte y Lucas al Sud separados del departamento Villaguay.

## Reforma constitucional de 2008
La reforma de la constitución provincial vigente desde el 1 de noviembre de 2008 establece:

ARTÍCULO 2 El territorio de la Provincia queda dividido en diecisiete departamentos denominados: Paraná, Diamante, Victoria, Gualeguay, Gualeguaychú, Uruguay, Colón, Concordia, La Paz, Villaguay, Tala, Nogoyá, San José de Feliciano, Federación, Federal, Islas del Ibicuy y San Salvador, con los límites que les acuerdan las leyes vigentes y sin perjuicio de la facultad legislativa de crear otros y modificar la jurisdicción territorial y administrativa.

ARTÍCULO 3 Las autoridades que ejercen el gobierno residirán en la ciudad de Paraná, Capital de la Provincia.
Constitución de Entre Ríos de 2008

La reforma constitucional dispuso además la abolición de las categorías entre municipios y su autonomía institucional, política, administrativa, económica y financiera, sin embargo, ningún municipio ha sancionado una carta orgánica municipal. Dispuso también que los centros rurales de población fueran organizados como comunas, lo cual fue reglamentado por la Legislatura provincial sancionando el 28 de noviembre de 2018 la ley de Comunas n.° 10644, que fue promulgada el 14 de diciembre de 2018.